# Darkest Hour (formație)
Darkest Hour este o formație americană de melodic death metal, din Washington, D.C., formată în 1995. Albumul lor Deliver Us a debutat pe poziția 110 în topul Billboard, cu vânzări de 6.600 de copii, iar cel mai recent album al lor The Eternal Return, le-a adus și cea mai bună clasare din topul ”Billboard album charts” ajungând pe poziția 104.

## Membri
Membri actuali
- John Henry – vocal (1995–prezent)
- Mike Schleibaum – chitară (1995–prezent)
- Mike "Lonestar" Carrigan – chitară (2008–prezent)
- Aaron Deal – chitară bas (2012–prezent)
- Travis Orbin – baterie (2013–prezent)

Foști membri
- Raul Mayorga – chitară bas (1995–1999)
- Matt Maben – baterie (1995–1999)
- Ryan Parrish – baterie (1999–2011)
- Fred Ziomek – chitară (1999–2001)
- Billups Allen – chitară bas (1999–2001)
- Paul Burnette – chitară bas (2001–2012)
- Mike Garrity – chitară (2001)
- Tommy Gun – chitară (2001)
- Kris Norris – chitară (2001–2008)
- Timothy Java – baterie (2012–2013)

## Discografie
Albume de studio
| An                                        | Detalii album                                                            | Poziții în topuri | Poziții în topuri | Poziții în topuri |
| An                                        | Detalii album                                                            | US                | US Heat.          | US Ind.           |
| ----------------------------------------- | ------------------------------------------------------------------------ | ----------------- | ----------------- | ----------------- |
| 2000                                      | The Mark of the Judas - Released: 18 iulie 2000 - Label: MIA             | —                 | —                 | —                 |
| 2001                                      | So Sedated, So Secure - Released: April, 2001 - Label: Victory           | —                 | —                 | —                 |
| 2003                                      | Hidden Hands of a Sadist Nation - Released: 20 mai 2003 - Label: Victory | —                 | —                 | —                 |
| 2005                                      | Undoing Ruin - Released: 28 iunie 2005 - Label: Victory                  | 138               | 2                 | 10                |
| 2007                                      | Deliver Us - Released: 10 iulie 2007 - Label: Victory                    | 110               | 1                 | 14                |
| 2009                                      | The Eternal Return - Released: 23 iunie 2009 - Label: Victory            | 104               | 1                 | 16                |
| 2011                                      | The Human Romance - Released: 22 februarie 2011 - Label: E1              | 185               | 3                 | 23                |
| 2014                                      | Darkest Hour - Released: 2014 - Label: Sumerian                          |                   |                   |                   |
| 2017                                      | Godless Prophets & the Migrant Flora                                     |                   |                   |                   |
| "—" denotes a release that did not chart. |                                                                          |                   |                   |                   |

Compilations
- Archives (2006), A-F Records

EPs
- The Misanthrope (1996), Death Truck Records
- The Prophecy Fulfilled (1999), Art Monk Construction

Splits
- w/ Groundzero (1999), East Coast Empire
- Where Heroes Go to Die w/ Dawncore (2001), Join the Team Player
- w/ Set My Path (2004), April 78

DVDs
- Party Scars and Prison Bars: A Thrashography (DVD, 2005)
- Party Scars and Prison Bars Two and a Half: Live - Undoing Ruin (DVD, 2017)

### Non-album tracks
| Year | Song                                        | Appears on              |
| ---- | ------------------------------------------- | ----------------------- |
| 2007 | "Nazi Punks Fuck Off" (Dead Kennedys cover) | Kerrang! Higher Voltage |